# Doug McAdam
Doug McAdam (né le 31 août 1951) est un sociologue américain et professeur de sociologie à l'université de Stanford aux États-Unis. Auteur prolifique, il est considéré comme l'un des pionniers dans l'étude du modèle d'opportunités politiques dans l'analyse des mouvements sociaux, qu'il explore dans son livre Political Process and the Development of the Black Insurgency 1930-1970. En 2003, il entre à l'Académie américaine des arts et des sciences.